# Чам чифлик (Струмишко)
Чам чифлик (на македонска литературна норма: Чам Чифлик) е бивше село в Северна Македония, разположено на територията на община Струмица.

## География
Селото е било разположено в планината Еленица, югозападно от град Струмица и струмишката крепост, южно от манастира „Свети Илия“, източно от Попчево и северно от Раборци и Три води, на равнина на 510 метра надморска височина. Намирало се е северно от важния път Струмица – Солун.
Днес местността е със статут на природен парк.

## История
Селото е имало църква от средновековието.
Името на селото показва, че е било чифлик.
| „ | Близо до с. Чамъ чифликъ има останки отъ старъ монастирь, при които развалини винѫги стои иконата на Пророкъ Илия, дѣто единъ пѫтъ въ годината, на 20 юли, излизатъ и правѭтъ водосветъ. | “ |

През XIX век Чам чифлик е малко българско село, числящо се към Струмишката кааза на Османската империя. В „Етнография на вилаетите Адрианопол, Монастир и Салоника“, издадена в Константинопол в 1878 година и отразяваща статистиката на населението от 1873 година, Чам-Чифлик (Tcham-Tchiflik) е посочено като село с 12 домакинства, като жителите му са 40 българи. Според статистиката на Васил Кънчов („Македония. Етнография и статистика“) от 1900 година населеното място Чим Чифлик е населявано от 100 жители, всички българи християни.
В началото на XX век всички християнски жители на селото са под върховенството на Българската екзархия. По данни на секретаря на екзархията Димитър Мишев (La Macédoine et sa Population Chrétienne) през 1905 година в селото Чам-Чифлик (Tcham-Tchiflik) има 80 българи екзархисти.
В навечерието на Балканските войни (1912 – 1913) в селото е имало около 15 – 20 домакинства. Селото не е имало църква. За празници селяните отивали в църквата в съседното село Попчево.
Селото е опожарено от гърци по време на Междусъюзническата война през лятото на 1913 година и оттогава е изселено.

## Личности
Родени в Чам чифлик
- Дончо (? - 1924), български революционер, деец на ВМРО, убит от Георги Въндев при конфликт в Организацията[10]

Починали в Чам чифлик
- Йордан Колев Георгиев, български подофицер от русенското село Тръстеник, 40-и полк, прегазен от танк на 22 септември 1944 година[11]
- Каме Пулизов (1920 – 1944), югославски партизанин, Струмишки партизански отряд, загинал на 18 септември 1944 година[12]